# Draaiorgel de Hooiwagen

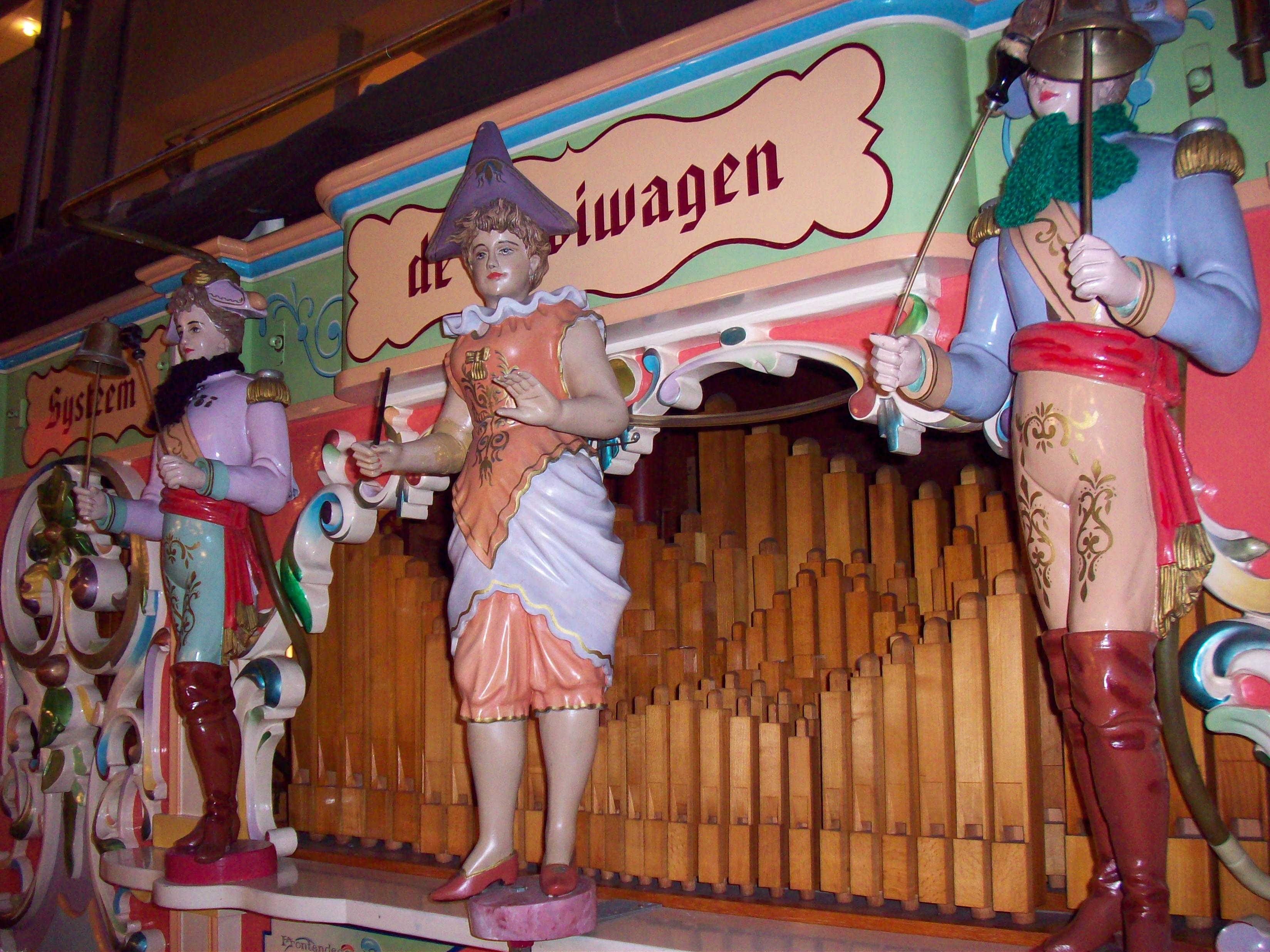
Draaiorgel de Hooiwagen in Arnhem, tijdens de Draaiorgeldag op 27 december 2009

Draaiorgel de Hooiwagen is een Nederlands straatorgel dat in 1985 werd gebouwd. Het orgel telt 72 toetsen.

## Geschiedenis
Draaiorgel de Hooiwagen stamt uit 1985 en was het laatste orgel dat Anton Pluer bouwde. Nadat hij eerder al Draaiorgel de Hartenvrouw had gebouwd, moest er nog een 72-toetser komen, met biphone, zoals het Draaiorgel de Bloemenmeid van Carl Frei. De orgelfronten van zowel de Hartenvrouw als de Hooiwagen zijn vervaardigd uit een groot oud Mortierfront. De naam van het orgel werd bedacht door dhr. R. van Beek.
In de eerste jaren van zijn bestaan speelde het orgel bij Pluer binnen voor eigen plezier. Daarna heeft het orgel vanaf 1991 een tijd in Zaltbommel gespeeld bij de eigenaren G. Pieters en M. Conrads.
Na een poos in Rotterdam te hebben gelopen, is het orgel sinds 1994 eigendom van P. van der Erf uit Duiven.
Het orgel speelt tegenwoordig vaak in Nijmegen, Arnhem of Zutphen.

## Dispositie
- Zang (22 toetsen): Bourdon Célèste 2 rijen, Viool 2 rijen, Viool Célèste 2 rijen, Bifoon gedekt 1 rij (speelt met viool), Tremelo
- Tegenzang (13 toetsen): Undamaris 2 rijen, Bifoon 2 rijen (8'), Tremelo
- Accompagnementen (11 toetsen): Gedekt 8' en Cello 8'
- Bassen (8 toetsen): Gedekt 16' en Gedekt 8', Trombone
- Slagwerk: Grote trom, Kleine trom, Bekken, Woodblock